# Herona dusuntua
Herona dusuntua är en fjärilsart som beskrevs av Corbet. Herona dusuntua ingår i släktet Herona och familjen praktfjärilar. Inga underarter finns listade i Catalogue of Life.